# Bảy ngọn giáo Shizugatake
Bảy ngọn giáo Shizugatake (tiếng Nhật: 賤ヶ岳の七本槍 Shizugatake no shichi-hon-yari) là những vị tướng hàng đầu của Toyotomi Hideyoshi, người thống trị Nhật Bản cuối thế kỷ 16. Họ đều là thành viên của đội kỵ vệ binh trong trận Shizugatake năm 1583.
Đáng lưu ý là không phải điều gì lạ kỳ mà các samurai xuất sắc trong một trận đánh quan trọng được đặt hiệu là "Bảy ngọn giáo". Bày ngọn giáo của Shizugatake chỉ là một ví dụ nổi tiếng và xuất sắc trong số đó.
- Fukushima Masanori (1561-1624) – được thưởng thái ấp Kiyosu (tỉnh Owari) sau trận Shizugatake; chiến đấu cho Tokugawa Ieyasu trong trận Sekigahara.
- Hirano Nagayasu (1559–1628)
- Kasuya Takenori (1562–1607)
- Katagiri Katsumoto (1556–1615)
- Katō Kiyomasa (1562-1611) – một trong những chiến binh nổi tiếng nhất trong thời đại Sengoku. Kiyomasa chủ huy quân đội của Hideyoshi trong cuộc chiến bảy năm và tham chiến trong nhiều trận đánh quan trọng ở Nhật Bản.
- Katō Yoshiaki (1563-1631) – không có quan hệ họ hàng gì với Kiyomasa, Yoshiaki chỉ huy hải quân của Hideyoshi trong cuộc xâm lược Triều Tiên.
- Wakizaka Yasuharu (1554-1626) – phục vụ cho Akechi Mitsuhide trước Hideyoshi, và nổi tiếng với việc từ bỏ Tây quân của Ishida Mitsunari rồi chuyển sang Đông quân của Tokugawa Ieyasu khi trận đánh quyết định Sekigahara đang diễn ra.